# Keep Talking
Keep Talking és una cançó del grup britànic de rock progressiu Pink Floyd, i el novè títol de l'àlbum The Division Bell, aparegut el 1994.. També va ser editat com a part de l'àlbum de compilació Echoes: The Best of Pink Floyd, de 2001. Va ser el primer single de l'àlbum i va arribar al número 1 del hit-parade dels Estats Units i al lloc 26 al Regne Unit.

## Enregistrament i edició
És un tema escrit per David Gilmour, Richard Wright i Polly Samson, que va ser cantat per Gilmour i també inclou mostres de la veu electrònica de Stephen Hawking, extret d'un anunci de televisió de BT.(Aquest mateix anunci es tornaria a incloure a «Talkin' Hawkin'» del següent i últim àlbum d'estudi de Pink Floyd, The Endless River). Gilmour va optar per utilitzar el discurs després de plorar a l'anunci, que va descriure com "la peça de publicitat televisiva més poderosa que he vist mai a la meva vida". La cançó també fa un ús de l'efecte de guitarra talk box.

## Llançament
La cançó va ser el primer senzill llançat de l'àlbum als Estats Units el març de 1994. Va ser el tercer èxit número 1 del grup a la llista Àlbum Rock Tracks (una llista publicada per la revista Billboard que mesura la reproducció a la ràdio als Estats Units, i no és una mesura de vendes de discos), i es va mantenir al capdavant durant sis setmanes.

## Actuacions en viu
La cançó es va interpretar cada nit durant la The Division Bell Tour de 1994 i es van incloure versions en directe, extretes de diferents espectacles, tant a l'àlbum Pulse com al vídeo del mateix nom.
La cançó va ser mostrada per Wiz Khalifa a la cançó principal del seu mixtape de 2009 Burn After Rolling.

## Músics
- David Gilmour - guitarra elèctrica, veus
- Rick Wright - teclats
- Nick Mason - bateria percussió
- Jon Carin - claviers additionels
- Guy Pratt - baix
- Sam Brown, Durga McBroom, Carol Kenyon - cors